# Manon de Boer
Manon de Boer ( Kodaikanal, India, 1966) es una artista neerlandesa artista de vídeo que vive en Bruselas.
Nacida en Kodaikanal, India ha estudiado en la Akademie van Beeldende Kunsten y el Rijksakademie van Beeldende Kunsten. Fue un miembro fundador del colectivo de artista Auguste Orts. Es profesora en la École de recherche graphique de Bruselas.
Su trabajo ha sido mostrado en el Museo de Arte Contemporáneo de San Louis, en el Witte With Center for Contemporary Art, en el Frankfurter Kunstverein, en la Galería de Londres Sur, en el Museo de Arte de Filadelfia, en la Van Abbemuseum y en el Stedelijk Museum Bureau Amsterdam, y ha sido incluido en el Festival Internacional de Cine de Róterdam, en la Bienal de Venecia (2007), la Berlina Biennale (2008), el la Bienal de São Paulo (2010) y en otros varios festivales de cine internacionales.
Utiliza película y vídeo para construir retratos de amigos, intérpretes y artistas que explora en la interacción entre memoria, tiempo, espacio, imagen y sonido.